# Râul Bugheanu
Râul Bugheanu este unul din cele două brațe care formează Râușorul. 